# Quiñonería
Quiñonería là một đô thị ở tỉnh Soria, Castile và León, Tây Ban Nha. Đô thị này có diện tích 38 km2. Theo kết quả điều tra dân số năm 2004 của Viện thống kê quốc gia Tây Ban Nha, đô thị Quiñonería có dân số 14 người.